# Lofsöngur
Lofsöngur (« Chanson de la louange ») est l'hymne national de l'Islande. Les paroles sont de Matthias Jochumsson et la musique de Sveinbjörn Sveinbjörnsson. L'hymne comprend trois couplets, mais seul le premier est couramment chanté.

## Histoire
Cet hymne est composé en 1874, à l'occasion d'un office célébré pour les 1 000 ans de l'Islande dans la cathédrale de Reyjkjavik. Il s'inspire en partie du psaume 91 attribué au roi David.
Très populaire, il devient hymne officiel de l'Islande au moment de son indépendance le 17 juin 1944.
L'histoire de l'hymne, des partitions et enregistrements ainsi qu'une traduction de la première strophe en français peuvent être trouvés sur le (fr) site officiel consacré à l'hymne et au drapeau islandais.

## Paroles
| Islandais | Prononciation API | Traduction française |
| --- | --- | --- |
| Ó, guð vors lands! Ó, lands vors guð! Vér lofum þitt heilaga, heilaga nafn! Úr sólkerfum himnanna hnýta þér krans þínir herskarar, tímanna safn. Fyrir þér er einn dagur sem þúsund ár og þúsund ár dagur, ei meir: eitt eilífðar smáblóm með titrandi tár, sem tilbiður guð sinn og deyr. Íslands þúsund ár, eitt eilífðar smáblóm með titrandi tár, sem tilbiður guð sinn og deyr. Ó guð, ó guð! Vér föllum fram og fórnum þér brennandi, brennandi sál, guð faðir, vor drottinn frá kyni til kyns, og vér kvökum vort helgasta mál. Vér kvökum og þökkum í þúsund ár, því þú ert vort einasta skjól. Vér kvökum og þökkum með titrandi tár, því þú tilbjóst vort forlagahjól. Íslands þúsund ár, Íslands þúsund ár! Voru morgunsins húmköldu, hrynjandi tár, sem hitna við skínandi sól. Ó, guð vors lands! Ó, lands vors guð! Vér lifum sem blaktandi, blaktandi strá. Vér deyjum, ef þú ert ei ljós það og líf, sem að lyftir oss duftinu frá. Ó, vert þú hvern morgun vort ljúfasta líf, vor leiðtogi í daganna þraut og á kvöldin vor himneska hvíld og vor hlíf og vor hertogi á þjóðlífsins braut. Íslands þúsund ár, Íslands þúsund ár! verði gróandi þjóðlíf með þverrandi tár, sem þroskast á guðsríkis braut | [ou̯ː ǀ kvʏːð vɔr̥s lans ‖ ou̯ː ǀ lans vɔr̥s kvʏːð ‖] [vjɛːr lɔː.vʏm θɪht hei̯ː.la.ɣa ǀ hei̯ː.la.ɣa napn̥ ‖] [uːr sou̯ːl.cʰɛr.vʏm hɪm.nan.na n̥iː.tʰa θjɛːr kʰrans] [θiː.nɪr hɛr.ska.rar ǀ tʰiː.man.na sapn̥ ‖] [fiː.rɪr θjɛr ɛːr ei̯tn̥ taː.ɣʏr sɛm θuː.sʏnt au̯ːr̥] [ɔɣ θuː.sʏnt au̯ːr taː.ɣʏr ǀ ei̯ː mei̯ːr̥ ‖] [ei̯ht ei̯ː.liv.ðar smau̯.plou̯m mɛð tʰɪːt.ran.tɪ tʰau̯ːr̥ ǀ] [sɛm tʰɪːl.pɪ.ðʏr kvʏːð sɪnː ɔɣ tei̯ːr̥ ‖] [ist.lans θuː.sʏnt au̯ːr̥ ǀ] [ei̯ht ei̯ː.liv.ðar smau̯.plou̯m mɛð tʰɪːt.ran.tɪ tʰau̯ːr̥ ǀ] [sɛm tʰɪːl.pɪ.ðʏr kvʏːð sɪnː ɔɣ tei̯ːr̥ ‖] [ou̯ː kvʏːð ǀ ou̯ː kvʏːð ‖ vjɛːr fœt.lʏm fram] [ɔɣ fou̯rt.nʏm θjɛːr prɛn.nan.tɪ ǀ prɛn.nan.tɪ sau̯ːl̥ ǀ] [kvʏːð faː.ðɪr ǀ vɔːr trɔʰ.tɪnː frau̯ cɪː.nɪ tʰɪl cɪns ǀ] [ɔɣ vjɛːr kʰvœː.kʏm vɔr̥t hɛl.kas.ta mau̯ːl̥ ‖] [vjɛːr kʰvœː.kʏm ɔɣ θœh.kʏm iː θuː.sʏnt au̯ːr̥ ǀ] [θviː θuː ɛr̥t vɔr̥t ei̯ː.nas.ta scou̯ːl̥ ‖] [vjɛːr̥ kʰvœː.kʏm ɔɣ θœh.kʏm mɛð tʰɪːt.ran.tɪ tʰau̯ːr̥ ǀ] [θviː θuː tʰɪl.pjou̯st vɔr̥t fɔr.la.ɣa.çou̯ːl̥ ‖] [ist.lans θuː.sʏnt au̯ːr̥ ǀ] [ist.lans θuː.sʏnt au̯ːr̥ ‖] [vɔː.rʏ mɔr.kʏn.sɪns huːm.kʰœl.tʏ r̥ɪn.jan.tɪ tʰau̯ːr̥ ǀ] [sɛm hɪht.na vɪð sciː.nan.tɪ sou̯ːl̥ ‖] [ou̯ː ǀ kvʏːð vɔr̥s lans ‖ ou̯ː ǀ lans vɔr̥s kvʏːð ‖] [vjɛːr lɪː.vʏm sɛm plax.tan.tɪ ǀ plax.tan.tɪ strau̯ː ‖] [vjɛːr tei̯ː.jʏm ǀ ɛv θuː ɛr̥t eiː ljou̯ːs θaːð ɔɣ liːf ǀ] [sɛm að lɪf.tɪr ɔsː dʏf.tɪ.nʏ frau̯ː ‖] [ou̯ː ǀ vɛr̥t θuː kʰvɛrtn̥ mɔr.kʏn vɔr̥t ljuː.vas.ta liːf ǀ] [vɔːr lei̯ð.tɔ.jɪ‿iː taː.ɣan.na θrœy̯ːt] [ɔɣ au̯ kʰvœl.tɪn vɔːr hɪm.nɛs.ka kʰvilt ɔɣ vɔːr l̥iːf] [ɔɣ vɔːr hɛr̥.tɔ.jɪ‿au̯ θjou̯ð.lif.sɪns prœy̯ːt ‖] [ist.lans θuː.sʏnt au̯ːr̥ ǀ] [ist.lans θuː.sʏnt au̯ːr̥ ‖] [vɛr.ðɪ krou̯ː.an.tɪ θjou̯ð.lif mɛð θvɛr.ran.tɪ tʰau̯ːr̥ ǀ] [sɛm θrɔs.kast au̯ kvʏːð.ri.cɪs prœy̯ːt ‖] | Ô Dieu de notre patrie ! Ô patrie de notre Dieu! Nous chantons Ton nom, Ton nom mille fois saint. Les cohortes des temps te font une couronne des soleils du firmament sans fin. Devant toi un seul jour est comme mille ans, et mille ans un jour, ô Seigneur, une fleur d'éternité, sur la lande tremblant, qui adore son Dieu et puis meurt. ô mille ans d'Islande, une fleur d'éternité, sur la lande tremblant, qui adore son Dieu et puis meurt. Ô notre Dieu ! Ô notre Dieu ! nous nous inclinons devant toi, nous plaçons nos esprits les plus fervents entre tes soins. Ô Seigneur, Dieu de nos pères d'âge en âge, nous respirons la prière la plus sainte. Nous prions et te remercions mille ans pour nous protéger en toute sécurité ; Nous prions et t'apportons l'hommage de larmes Notre destin repose entre tes mains. ô mille ans d'Islande, Le givre du matin qui teintait ces années, ton soleil qui se lève haut commandera ! Ô Dieu de notre patrie ! Ô patrie de notre Dieu ! Notre vie est un roseau faible et frémissant ; Nous périssons, privés de ton esprit et de ta lumière pour racheter et soutenir dans notre besoin. Inspire-nous le matin de ton courage et ton amour, et mène à travers les jours de nos conflits ! Le soir, envoie la paix de ton ciel d'en haut, et protège notre nation tout au long de la vie. ô mille ans d'Islande, Ô prospère notre peuple, diminue nos larmes et guide, dans ta sagesse, à travers la vie ! |